# Amsweersterweg
De Amsweersterweg is een voormalig wegwaterschap in de Nederlandse provincie Groningen.
Het schap onderhield de Amsweersterweg nabij de plaats Delfzijl en enkele wegen en paden die daarmee in verbinding stonden rond Amsweer en Tuikwerd.
In 1985 werd de Amsweersterweg bij het waterschap Duurswold gevoegd. Het was sindsdien in beheer bij de gemeente Delfzijl.